# Самбо
Са́мбо (акроним от самозащита без оружия) — советский, а с 1966 года — международный вид спортивного единоборства, утверждённый в качестве спортивной дисциплины 16 ноября 1938 года. Самбо сформировано на основе дзюдо, джиу-джитсу и национальных видов единоборств Виктором Спиридоновым, Василием Ощепковым и Анатолием Харлампиевым.
После признания самбо ФИЛА в 1966 году и внесение его с 1973 года в программу Чемпионата мира по борьбе, на пике международной популярности в середине 1970-х годов самбо близилось к признанию олимпийским видом спорта и попаданию в программу летних Олимпийских игр с 1980 года. Но в результате политических трудностей, обусловленные главным образом бойкотом Олимпиады-80, самбо было понижено в международном олимпийском статусе до демонстрационного спорта, а позже и статус демонстрационного спорта был аннулирован МОК. 20 июля 2021 года самбо получило постоянное признание Международного олимпийского комитета. 19 декабря 2021 года Президент России Владимир Путин учредил 16 ноября днём самбо в России.
Самбо подразделяется на два основных направления: спортивное и боевое. В спортивном самбо основной задачей является демонстрация бросковой техники или техники болевых приёмов, в боевом же самбо главной целью представляется умение борца как можно эффективнее и быстрее отнять возможность противника к сопротивлению. По количеству разрешённых приёмов на соревнованиях из всех имеющихся спортивных боевых искусств боевое самбо ближе всех напоминает ММА.
Самбо представляет собой единственный всемирно признанный вид спорта, официальным языком которого 
является  русский язык.

## История

### Виктор Спиридонов

Виктор Спиридонов

Виктор Спиридонов начинал службу в Русской императорской армии в 17 лет, окончил Казанское военное училище. Будучи офицером, участвовал в русско-японской войне. Тогда же и начав увлекаться джиу-джитсу и боксом, саватом, греко-римской борьбой. Во время Первой мировой войны был на фронте, после тяжёлой контузии был демобилизован. Потом, после революции в 1917 году, Спиридонов стал главой школы джиу-джитсу по подготовке инструкторов при Главном управлении рабоче-крестьянской милиции и одним из родоначальников общества «Динамо», возглавив созданную по его желанию секцию нападения и защиты без использования оружия.
В конце 1930-х годов Виктор был вынужден уйти из общества «Динамо». В начале Великой Отечественной войны Виктор Спиридонов вернулся к своей деятельности, обучая рукопашному бою бойцов, определявшихся в мотострелковую бригаду особого назначения НКВД. В 1943 году скончался в Москве после тяжёлой болезни.
Система Спиридонова, которая получила  название «самоз» (сокращение от самозащита) была в большей степени прикладной, в ней в основном были представлены приёмы, направленные на нанесение максимального количество увечий и выведение противника из строя, использование оружия, ремня, ножа. Стиль Спиридонова и заложил начало боевого раздела самбо, однако его система сильно отличалась от того, что в будущем создали Василий Ощепков и Анатолий Харлампиев.

### Василий Ощепков

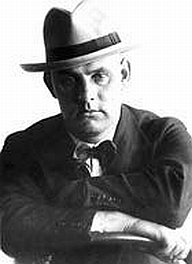
Василий Ощепков

Василий Ощепков родился в 1892 году на Сахалине. В 1905 году часть острова перешла под владение Японии. В Японии Ощепков начал заниматься дзюдо. Успехи Василия были столь значительны, что он был принят в институт дзюдо Кодокан. Уже в 1913 году Василий получил чёрный пояс и первый дан. Через несколько лет он сдал экзамен на второй дан. После революции в России Ощепков вернулся на родину, открыв школу дзюдо во Владивостоке.
Позднее, после недолгого возвращения в Японию и пребывания там, Василий снова обратно вернулся в СССР. Ощепков начал работать в школе самообороны в Новосибирске, а в 1929 году его пригласили в Москву. Там он был назначен на должность инструктора дзюдо в ЦДКА.
В это время Ощепков понял, что некоторые японские традиции не совсем понятны местным людям, поэтому он стал вносить изменения в свой стиль. Василий отказался от татами и дзюдоги, заменив их круглым ковром и курткой с поясом. Поменял поклоны рукопожатием, систему присвоения оценок. На организуемые им соревнования приезжали борцы со всей страны, владевшими к тому же национальными видами единоборств. Ощепков же решил включить ряд приёмов из национальных стилей в свою систему борьбы. Поэтому стал входить в обиход термин «вольный стиль», означая возможность показать себя борцам разных национальных единоборств.
К середине 1930-х годов Ощепков преподавал на военном факультете Института физкультуры, в школе профсоюзов имени Шверника, вёл секцию во Дворце спорта Осоавиахима.
В начале октября 1937 года Василий Ощепков был арестован по обвинениям в измене родине и шпионаже в пользу Японии. Через неделю после этого Ощепков скончался.

### Появление и становление самбо
Ученики Василия Ощепкова — Р. А. Школьников, А. А. Будзинский, В. В. Сидоров, Н. М. Галковский, Б. А. Сагателян, В. П. Волков, A. M. Ларионов — продолжили дело своего наставника. К тому времени почти все они уже были самостоятельными мастерами, вели секции, издавали пособия. Также одним из учеников Ощепкова был Анатолий Харлампиев, который поступил в институт физкультуры к Ощепкову. Окончил его в 1936 году, после чего Василий Сергеевич передал ему свою секцию во Дворце спорта Осоавиахима.
В 1935 году состоялось первенство Москвы, которое стало первым официальным соревнованием по борьбе вольного стиля (самбо).
Летом 1938 года в Москве был проведён первый всесоюзный тренерский сбор борьбы вольного стиля, в рамках которого была проведена и научно-практическая конференция. 16 ноября того же года борьба вольного стиля обрела официальный статус спортивной дисциплины. Была образована Всесоюзная секция борьбы вольного стиля, секретарём которой стал Анатолий Харлампиев. В следующем году в Ленинграде (ныне Санкт-Петербург) прошёл первый чемпионат СССР по борьбе вольного стиля, разработаны правила проведения соревнований. В 1938 году в Баку прошли соревнования по борьбе вольного стиля. В них участвовали спортсмены из команд Баку, Москвы, Ленинграда, Киева и Саратова. В это же время борьба вольного стиля вошла в комплекс сдачи нормативов ГТО.
После окончания Великой Отечественной войны в СССР началась популяризация американской вольной борьбы. Это начало вносить путаницу — часто за выступления её исполнителей принимали соревнования борцов вольного стиля. Поэтому в 1947 было официально принято новое название — «са́мбо».
В сентябре 1970 года Давидом Рудманом в Москве была открыта школа «Самбо-70». А в 1976 году в городе Горьковской области (ныне Нижегородская область) Кстово была построена Всемирная академия самбо, которая является крупнейшим в мире спортивным центром самбо. В 1985 году было принято постановление Государственного комитета СССР по физической культуре и спорту «О состоянии и мерах по развитию борьбы самбо», способствовавшее значительному увеличению количества спортивных секций самбо, росту совокупной численности занимающихся.

### История проведения крупнейших международных соревнований

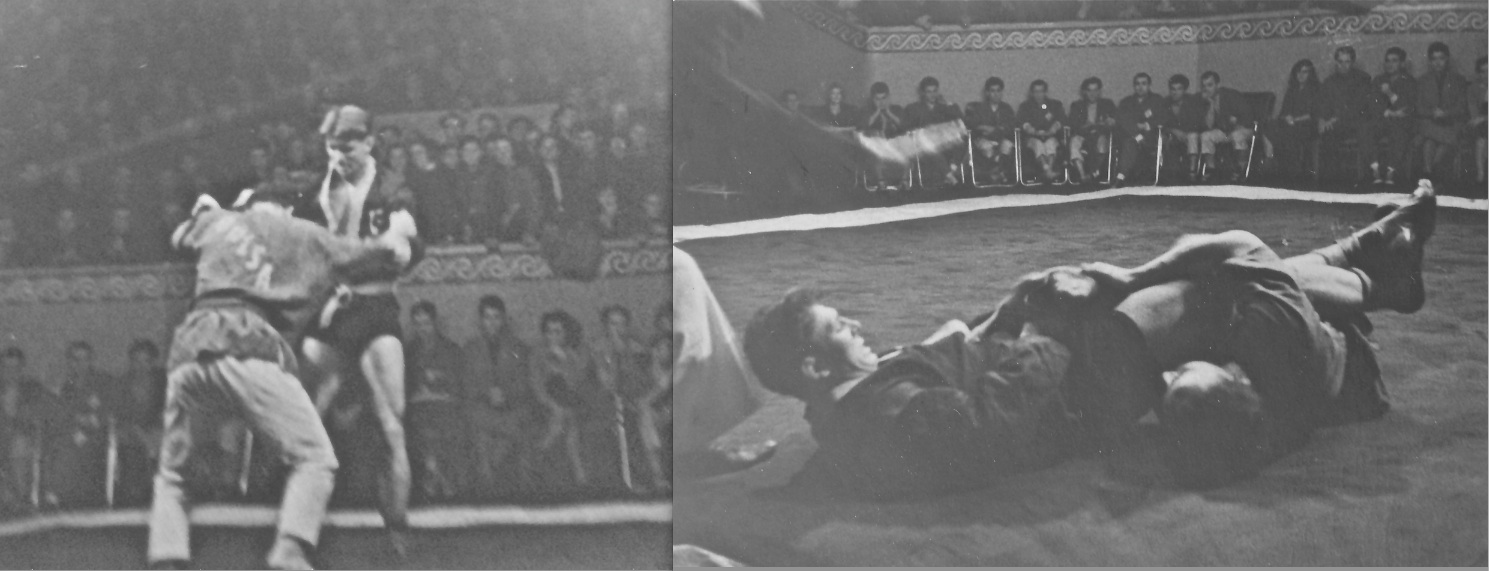
Альфред Каращук против венгерского дзюдоиста. 1957 год, Москва, Дворец спорта «Крылья Советов».

В 1957 году в Москве прошла первая официальная международная товарищеская встреча советских самбистов с дзюдоистами из Венгрии. Встреча проходила по правилам дзюдо и закончилась со счётом 47:1 в пользу советских спортсменов. В 1957 году в Болгарии образована первая зарубежная федерация самбо, а уже год спустя там прошёл чемпионат страны, ставший первым турниром такого уровня за пределами СССР. В то же время борьба самбо была представлена в Брюсселе на международной выставке «Экспо-58». Под впечатлением от выступления советских дзюдоистов на чемпионате мира и Олимпийских играх, японскими спортивным руководством в 1965 году была создана Федерация самбо Японии. Японцы объявили, что 75 % техники (приёмов) самбо состоит из техники (приёмов) дзюдо. 
В 1966 году заседавшее в Толидо Собрание Международной федерации объединённых стилей борьбы (ФИЛА) признало самбо международным видом борьбы. В 1968 году ФИЛА решила внести борьбу самбо в список управляемых ею видов спорта и проводить первенства мира. Первый чемпионат мира по самбо планировалось провести в 1967 году в Москве, но в итоге обговорить все организационные вопросы не получилось и чемпионат так и не был проведён. В 1968 году в Риге под покровительством ФИЛА прошёл первый, а в 1969 году второй международный турнир по самбо. На втором турнире советские самбисты заняли 7 из 10 первых мест.
В 1972 году опять же в Риге прошёл 1-й чемпионат Европы по самбо. А в 1973 году в Тегеране был проведён чемпионат мира по самбо в рамках чемпионата мира по борьбе (вместе с греко-римской, вольной борьбой). В 1973 году Конгресс ФИЛА под руководительством Милана Эрцегана принял решение включить самбо в план трёх будущих чемпионатов Европы по борьбе: 1974 в Мадриде, 1975 в Людвигсхафене, 1976 в Турции. Тогда же решением Конгресса ФИЛА было согласовано объединить борьбу самбо с олимпийскими стилями борьбы на чемпионате Европы среди юниоров 1974 года в Познани и ЧМ среди юниоров 1973 года в Майами. Также планировалось провести чемпионат мира по борьбе 1974 года в Тегеране, где снова предполагалось включить самбо в список соревновательных дисциплин. В 1975 году соревнования чемпионата мира по самбо прошли в рамках чемпионата мира по борьбе в Минске. В ходе конгресса ФИЛА было решено организовать чемпионаты мира по олимпийским видам борьбы и по самбо раздельно.
В 1977 году ФИЛА приняла ещё одно действие в направлении унификации соревнований, а именно провести объединённый Кубок мира по борьбе в Овьедо, в программу которого было решено добавить соревнования по вольной борьбе и самбо. Но в результате Кубок мира по вольной борьбе 1977 года прошёл в Толидо.
Поскольку в истории олимпийских соревнований уже был случай, когда Олимпийский комитет Японии, пользуясь привилегией организаторов Олимпийских игр 1964 года, поставил на голосование перед конгрессом МОК вопрос о включении дзюдо в качестве олимпийского вида спорта на предстоящей олимпиаде, советские власти учли опыт своих коллег и решили повторить те же действия перед Олимпиадой-80. В 1979 году на очередной сессии МОК, делегаты Советского Союза, Японии и Испании обратились с просьбой о внесении самбо в перечень летних олимпийских видов спорта на Олимпиаде-80. Официальные олимпийские правила ФИЛА в редакции 1980 года содержат данный фрагмент:

Эти правила применяются к трём стилям, признанным в современной борьбе: греко-римский стиль, вольный стиль и стиль самбо.
Оригинальный текст (англ.)These regulations apply to the three styles recognized by modern wrestling: the greco-roman style, the freestyle and the sambo style.— Official Rules; Olympic Rules (Rules of the International Amateur Wrestling Federation)
Цитируемый фрагмент характеризует то, насколько близко единоборство самбо подошло к принятию в статусе олимпийского вида спорта. Самые последние соревнования по самбо как одному из трёх международно признанных видов борьбы были проведены в 1983 году в Киеве.
В 1984 году к турнирам среди мужчин на чемпионате мира в Мадриде, добавились также первенства среди женщин. В том же году была создана Международная федерация любительского самбо (в будущем Международная федерация самбо) (фр. Fédération Internationale Amateur de Sambo, сокращённо FIAS, в транслитерации ФИАС). Первым её президентом стал Фернандо Компте. В 1985 ФИАС была принята в Генеральную ассоциацию международных спортивных федераций (ГАИСФ).
В начале 1990-х годов произошёл раскол. Появилась ещё одна международная федерация: Мировая федерация самбо (ФМС), которую возглавил Э. Лабрус. А в 1993 году ФИАС разделилась на две организации с идентичными названиями. Президентом одной стал Д. Хенсон, другой — Т. Хоримаи. В результате чего самбо на время было исключено из ГАИСФ.
В 1994 году в рамках Кубка мира по самбо в Кстово были проведены первые международные поединки представителей боевого самбо.
В 1997 году произошло объединение ФМС и ФИАС (во главе с Хоримаи). Президентом ФИАС стал Михаил Тихомиров. С 2005 года ФИЛА вновь взяла самбо под свой контроль и приняла на себя гарантии заниматься организационными вопросами проведения чемпионатов мира, кубка мира и континентальных чемпионатов.
В 2021 году впервые прошёл чемпионат мира по пляжному самбо в Ларнаке, ранее, в 2020 году, указом Министерства спорта признанное официальной дисциплиной.
На данный момент в ФИАС входят 5 континентальных организаций: Европейская федерация самбо (состоит из 37 национальных федераций), Союз самбо Азии (25 федераций), Панамериканская федерация самбо (13 федераций), Африканская конфедерация самбо (9 федераций), Федерация самбо Австралии и Океании. Также в ФИАС состоит и Всероссийская федерация самбо.

### Развитие самбо в западном полушарии
С 1970 года вопросами развития самбо в США начал заниматься заместитель председателя, а затем председатель Союза спортсменов-любителей США Джозеф Скальцо. В 1972 году самбо было включено в перечень видов спорта развиваемых Союзом спортсменов-любителей США (AAU). В 1973 сформирован первый состав национальной сборной США по самбо. Поскольку появилась перспектива признания самбо олимпийским видом спорта с включением его в программу Олимпиады-80 в Москве и Олимпиады-84 в Лос-Анджелесе, то титулованные американские дзюдоисты и борцы вольной борьбы (среди которых Кацудзи Нерио, Боб Андерсон и Бёрк Дедрич, Грег Гибсон) переключились на самбо. С 1975 года под эгидой AAU начали проводиться национальные чемпионаты США, с 1977 года — Панамериканские чемпионаты (1977 Пуэрто-Рико, 1979 Сан-Диего). Панамериканский чемпионат по борьбе 1977 года, проводившийся в Мехико, также включал в себя соревнования по самбо. Чемпионат мира по вольной и классической борьбе 1979 года проводился совместно с Панамериканским чемпионатом по борьбе самбо на арене Университета штата Калифорния в Сан-Диего. В 1982 году Олимпийский комитет США включил соревнования по борьбе самбо в программу состязаний по борьбе в рамках Национального олимпийского фестиваля 1983 года на арене Коммьюнити-центра Академии ВВС США в Колорадо-Спрингс, была создана национальная олимпийская сборная США по самбо. Ещё одним  фактором популяризации самбо на западе стали успехи Олега Тактарова в UFC и Фёдора Емельяненко в Pride, доказавшие высокую эффективность дисциплины в рамках профессиональных поединках ММА.

## Технический арсенал

### Общая характеристика
В самбо имеются приёмы и тактики ведения  боя различных видов единоборств (боевых искусств) и народных стилей борьбы: дзюдо, джиу-джитсу, сумо, вольно-американской, грузинской (чидаоба), армянской (кох), таджикской (гуштингири), азербайджанской (гюлеш), казахской (курес), узбекской (куреш), башкирской, бурятской борьбы, молдавской (трынта), греко-римской борьбы, швейцарской борьбы (швинген), бокса и савата, а также некоторые элементы фехтования, рукопашного боя.
По классификации Анатолия Харлампиева техника самбо разделяется на технику борьбы стоя, борьбу лёжа (партер) и переход от борьбы стоя к борьбе лёжа.
Технические же действия в самбо делятся на несколько видов:
- Стойки (правая, левая, фронтальная; низкая и высокая).
- Передвижения.
- Захваты.
- Ложные отвлекающие движения.
- Броски и комбинации с их применением.
- Оборонительные действия.
- Ответные броски.
- Борьба в партере.
- Самостраховка.

Основными приёмами в спортивном и боевом самбо являются:
- Броски. Броски эффективно позволяют спортсменам сделать комбинацию приёмов. Для этого могут быть использованы рывки руками за одежду или за ноги. Их цель — вывести соперника из равновесия и продолжить атаку в партере. Броски категоризируются на: броски с участием ног (подножки, подсечки, подбивы, подхваты, отхваты, подсады, зацепы), с использованием корпуса (через таз, через спину, через плечевой пояс, через грудь) и броски с применением рук (с использованием захвата ног, броски «кувырком», выведения из равновесия).
- Болевые. Воздействие в болевых приёмах осуществляется на суставы, сухожилия и мышцы. Болевые приёмы в самбо производятся на руки и на ноги. Болевые приёмы бывают трёх типов: перегебания (рычаг), выкручивания (узел) и ущемления. Как например: рычаг локтя, узел локтя, узел плеча, обратный узел плеча, узел бедра, рычаг колена, ущемление ахиллового сухожилия, ущемление бицепса.
- Удушающие. Руками, ногами или с использованием одежды, при помощи которых производится воздействие на шею противника, вызывающих снижение кислородного снабжения мозга.
- Удержания. Приёмы, целью которых удержать противника в течение определённого времени на спине, касаясь его груди своим туловищем. Например: удержание сбоку и поперёк, верхом, со стороны головы и со стороны ног.
- Удары руками и ногами.

### Технические различия спортивного и боевого самбо
|  |  |

Правила проведения соревнований по боевому самбо разрешают нанесения ударов, под которыми понимаются импульсные технические действия с прямолинейной или криволинейной траекторией, выполняемые руками, ногами или головой. Дозволяется нанесение ударов руками, ногами и головой в партере, если атакующий также находится в положении лежа. Также в отличие от спортивного, в боевом самбо разрешены удушающие лёжа и в стойке, болевые приёмы в стойке.

### Технические различия спортивного самбо и дзюдо
В спортивном самбо более широкий арсенал болевых приёмов (в дзюдо запрещены болевые приёмы на суставы ног), но в отличие от дзюдо, по правилам спортивного самбо удушающие приёмы запрещены. С новой редакцией правил от 2010 года в дзюдо не допускаются любые броски с захватом ног противника, однако в самбо они всё ещё присутствуют. Также в самбо присутствуют другие некоторые броски, которые в дзюдо наказываются дисквалификацией. Как например: «Кавадзу Гакэ» (бросок обвивом голени), «Канэ Басами» (бросок двойным подбивом «ножницы»).

### Технические различия самбо от других спортивных единоборств
| Техника                        | Спортивное самбо | Боевое самбо | Вольная борьба | Бразильское джиу-джитсу       | Тхэквондо                     | Кудо                          | Армейский рукопашный бой      |
| ------------------------------ | ---------------- | ------------ | -------------- | ----------------------------- | ----------------------------- | ----------------------------- | ----------------------------- |
| Бросковая и борцовская техника | Разрешена        | Разрешена    | Разрешена      | Разрешена, но с ограничениями | Запрещена                     | Разрешена, но с ограничениями | Разрешена                     |
| Удары руками в полный контакт  | Запрещены        | Разрешены    | Запрещены      | Запрещены                     | Разрешены, но с ограничениями | Разрешены                     | Разрешены                     |
| Удары ногами в полный контакт  | Запрещены        | Разрешены    | Запрещены      | Запрещены                     | Разрешены                     | Разрешены                     | Разрешены, но с ограничениями |
| Болевые приёмы в партере       | Разрешены        | Разрешены    | Запрещены      | Разрешены                     | Запрещены                     | Разрешены                     | Разрешены                     |
| Болевые приёмы в стойке        | Запрещены        | Разрешены    | Запрещены      | Запрещены                     | Запрещены                     | Запрещены                     | Запрещены                     |
| Удушающие приёмы в партере     | Запрещены        | Разрешены    | Запрещены      | Разрешены                     | Запрещены                     | Разрешены                     | Запрещены                     |
| Удушающие приёмы в стойке      | Запрещены        | Разрешены    | Запрещены      | Запрещены                     | Запрещены                     | Запрещены                     | Запрещены                     |

## Правила

### Формат проведения соревнований
По характеру соревнования делятся на: личные, командные, лично-командные, классификационные. В лично-командных соревнованиях командные места определяются от личных результатов участников команды. В командных же соревнованиях за каждую победу команде присваивается очко, в таком первенстве побеждает команда, набравшая максимальное количество очков. В классификационных соревнованиях личные и командные места не учитываются, а результаты участников засчитываются для повышения или проверки их спортивной квалификации.
Системой проведения розыгрышей соревнований могут быть: 
- Круговая система с распределением на подгруппы. Такая система проводится, если в весовой категории представляется много участников. Число возможных подгрупп может составлять: 2, 4, 8 или 16.  Самые сильные борцы разделяются по разным подгруппам, все остальные по жребию. Двое сильнейших в подгруппе идут в последующий этап. Схватки между бойцами, вышедшими в полуфинал (финал) из одной подгруппы, считаются полуфинальными (финальными) и их исход переходит в протокол полуфинала (финала).
- Система с выбыванием после двух поражений. Участники по итогу жеребьёвки получают порядковые номера и разбиваются на группы B (чётные), А (нечётные). Проигравший две встречи на предварительном этапе выбывает из участия в соревнованиях. Соревнования с выбыванием продолжаются до того момента, когда в подгруппах не останется по 3 борца. Дальше проводятся финалы в подгруппах по круговой системе, в итоге которых определяются тройки лучших спортсменов: А1, А2, А3 и В1, В2, В3. Деление итоговых мест проходит двумя разными способами: А1 и В1 состязаются за первое место, А2 и В2 – за третье, а А3 и В3 – за пятое или же соревнуются пары А2 и В3, А3 и В2 за третье место.
- Система с делением на группы с выбыванием и утешительными встречами. Все участники соревнований также разделяются на нечëтных и чëтных (A и B). В каждой группе поединки проходят до тех пор, пока не останется два финалиста: А1 и В1. Они состязаются за первое место. Остальные борцы соревнуются в утешительных встречах, разыгрывая 3 и 4 призовые места.

Местом проведения соревнований по спортивному и боевому самбо является ковёр, минимальный размер которого составляет 11x11 метров, а максимальный 14x14.
По времени поединок проходит в зависимости от возрастной категории борца: так схватка длится пять минут для взрослых и юниоров, четыре минуты для женщин и кадетов, три минуты для мастеров и ветеранов.

### Экипировка
Форма самбиста называется самбовкой. Она состоит из куртки с поясом (красной либо же синей). Также в комплект экипировки входят шорты и ботинки (борцовки). В снаряжение спортсменов боевого самбо добавляется защитный шлем, перчатки и накладки на ноги.

### Судейство
Поединок борцов судит бригада, в составе которой имеются: руководитель ковра, арбитр, боковой судья, судья-секундометрист, технический секретарь и судья-информатор. Оценку действий бойцов проводят: арбитр, руководитель ковра и боковой судья.

### Присвоение оценок
В спортивном и в боевом самбо действия оцениваются системой баллов. Победитель поединка может быть определён досрочно или в конце основного времени по сумме заработанных баллов.
| Чистая победа |
| --- |
| - Борец бросает соперника на лопатки, но при это сам остаётся в стойке. - Противник подаёт сигнал о сдаче при болевом приёме. - Разница набранных очков самбистов составляет 8 баллов. - В случае снятия участника с состязаний. |

| 4 балла |
| --- |
| - В результате проведённого броска соперник упал на бок, а атакующий остался в стойке. - Если при броске борец оказался на спине, но проводивший приём также упал. - За удержание противника в период 20 секунд. |

| 2 балла |
| --- |
| - Броски, когда атакующий остался в стойке, но оппонент упал на грудь, живот, поясницу. - Бросок с падением обоих, но при этом атакуемый оказывается на боку. - Проводимое удержание в течение 10-19 секунд. |

| 1 балл |
| --- |
| - Сопернику выдано второе и третье по счёту предупреждение. - Проводящий атаку провёл бросок, не упав, а противник, находившийся в положении лёжа, оказывается на ягодицах, животе, груди. - При падении обоих (проводившего атаку и атакуемого). |

Чистую победу в соревнованиях по боевому самбо судьи присуждают за:
- Нокаут (после удара соперник не может восстановить возможность вести бой больше 10 секунд).
- Два нокдауна.
- Если оппонент сдаётся при проведении болевого или удушающего приёма.
- когда разница набранных очков составляет 12 баллов.

### Нарушения правил
Регламентом соревнований предусмотрен список действий, за которые участники соревнований получают предупреждения, как например: уклоны от схватки, дисциплинарные нарушения. Арбитры могут вынести три предупреждения. Если борцу будет объявлено четвёртое, то он снимается с поединка, а его противнику автоматически присуждают победу.

### Категории
В соревнованиях по спортивному самбо предусмотрено семь возрастных групп для женщин и мужчин, представленных в таблице.
| Группа                      | Возраст                                                 |
| --------------------------- | ------------------------------------------------------- |
| Подростки младшего возраста | 11—12 лет                                               |
| Подростки старшего возраста | 13—14 лет                                               |
| Кадеты                      | 14—16 лет                                               |
| Юноши                       | 16—18 лет                                               |
| Юниоры                      | 18—20 лет                                               |
| Взрослые до 24 лет          | 18—23 года                                              |
| Взрослые                    | 18 лет и старше                                         |
| Мастера                     | 35—39, 40—44, 45—49, 50—54, 55—59, 60—64, старше 65 лет |

Участники соревнований по спортивному самбо делятся на следующие весовые категории своих возрастных групп, указанных в таблице.
| Кадеты (14—16 лет) мужчины/женщины                                                         | Юноши (16—18 лет) мужчины/женщины                                                | Юниоры (18—20 лет) мужчины/женщины                                     | Взрослые до 24 года (18—23 лет) мужчины/женщины                        | Взрослые (18 лет и старше) мужчины/женщины                             | Мастера (35 лет и старше) мужчины/женщины                    |
| ------------------------------------------------------------------------------------------ | -------------------------------------------------------------------------------- | ---------------------------------------------------------------------- | ---------------------------------------------------------------------- | ---------------------------------------------------------------------- | ------------------------------------------------------------ |
| 46/41 кг, 49/44 кг, 53/47 кг, 58/50 кг, 64/54 кг, 71/59 кг, 79/65 кг, 88/72 кг, +88/+72 кг | 53/47 кг, 58/50 кг, 64/54 кг, 71/59 кг, 79/65 кг, 88/72 кг, 98/80 кг, +98/+80 кг | 58/50 кг, 64/54 кг, 71/59 кг, 79/65 кг, 88/72 кг, 98/80 кг, +98/+80 кг | 58/50 кг, 64/54 кг, 71/59 кг, 79/65 кг, 88/72 кг, 98/80 кг, +98/+80 кг | 58/50 кг, 64/54 кг, 71/59 кг, 79/65 кг, 88/72 кг, 98/80 кг, +98/+80 кг | 64/54 кг, 71/59 кг, 79/65 кг, 88/72 кг, 98/80 кг, +98/+80 кг |

Участники же соревнований по боевому самбо делятся на 2 возрастные группы, показанные в таблице.
| Группа                       | Возраст         |
| ---------------------------- | --------------- |
| Юниоры (мужчины и женщины)   | 18—20 лет       |
| Взрослые (мужчины и женщины) | 18 лет и старше |

## Спортивные звания
Системой спортивных званий в самбо является Единая всероссийская спортивная классификация, где присутствуют разряды, звания кандидата в мастера спорта, мастера спорта.
Для получения разряда по самбо необходимо одержать победу в соревнованиях. Если спортсмен побеждает в них, его отправляют в состязания на уровень выше. Таким образом получая новые разряды.
Всего разрядов в самбо шесть: 3-й юношеский, 2-й юношеский, 1-й юношеский, 1-й взрослый, 2-й взрослый, 3-й взрослый. Минимальный возраст получения разряда составляет 11 лет.
Чтобы получить 3-й юношеский разряд, необходимо:
- Одержать победу в течение года в 5 боях против начинающих.
- Либо в 3 боях против борцов с 3-м юношеским разрядом.

2-й юношеский разряд выдаётся:
- За год у борца будет за год 5 побед над борцами со 2-м юношеским разрядом.
- Или выиграть 10 поединков над юношами-начинающими.

Для получения 1-го юношеского разряда необходимо:
- Если на счету спортсмена достигнуто в течение года 5 побед над соперниками с 1-м юношеским разрядом.
- Или 10 выигрышей над противниками с 2-м юношеским разрядом.

1-й взрослый разряд присуждается:
- В том случае, если на его счету оказывается 10 побед над соперниками со 2-м разрядом.
- Либо же 5 выигрышей над соперниками 1-го разряда.

2-й разряд взрослый становится доступным:
- Когда у спортсмена будет 8 побед за год над борцами имеющих 3-й разряд.
- Или 4 победы над противником со 2-м разрядом.

3-й разряд выдаётся:
- Если у борца на его послужном списке за год будет 6 побед над начинающими.
- 3 победы над соперниками 3-го разряда.

Кандидат в мастера спорта (КМС) выдаётся начиная с 14 лет. Для его получения нужно занять призовое место на крупных соревнованиях, как например: областного уровня; Всероссийских юношеских играх.
Звание же мастера спорта (МС) может быть присвоено с 15 лет, выдаётся за занятие призового места на самых крупных турнирах: Кубке России, чемпионате Европейской или Азиатской части России.
В зарубежных странах также есть руководящие Федерации, которые присваивают спортивные звания и разряды. Так например Американская федерация самбо своим спортсменам присваивает звание мастера спорта.

## В искусстве

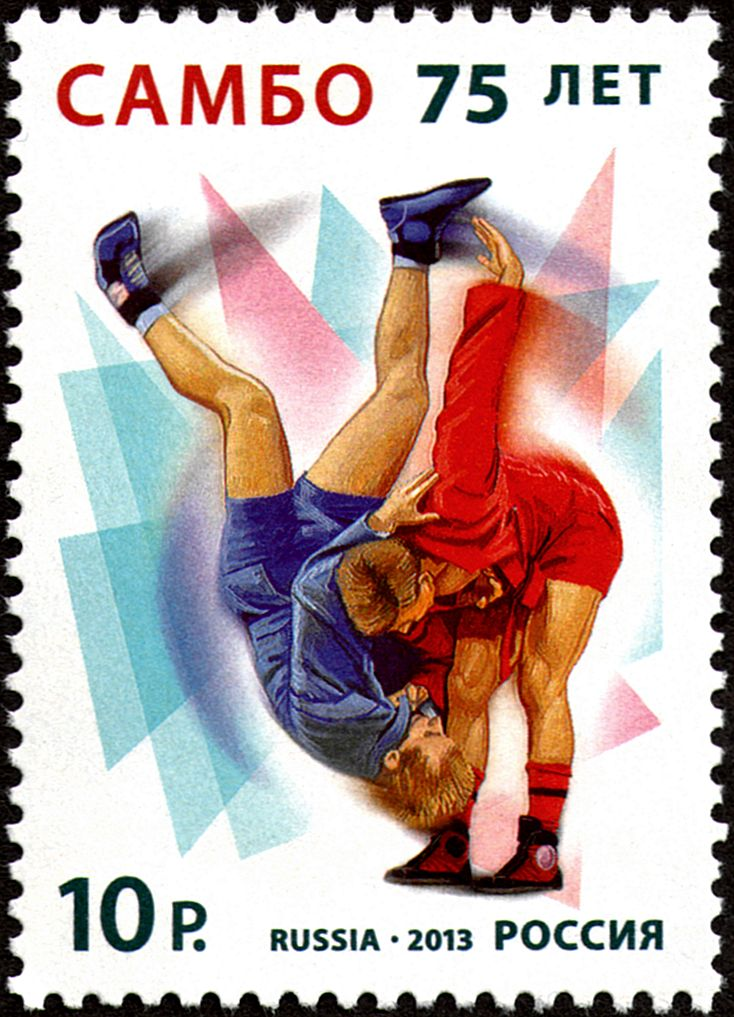
Почтовая марка России. 2013 год. В честь 75-летия борьбы самбо.

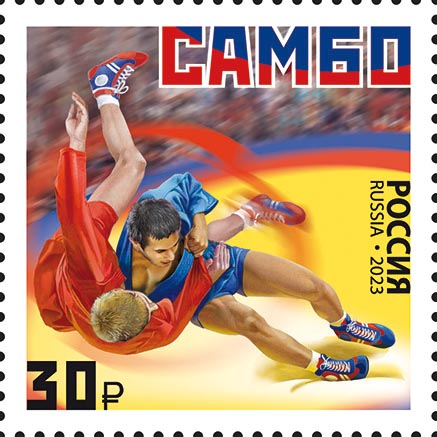
Почтовая марка России. 2023 год.

- Непобедимый — советский художественный фильм 1983 года в жанре приключения. Режиссёр Юрий Борецкий, в главной роли Андрей Ростоцкий[8].
- Чистая победа — художественный фильм, 2012 год. Режиссёр — Георгий Шенгелия.
- Борцу не больно — художественный фильм, 2010 год. Режиссёр — Нурбэк Эген.
- Легенда о самбо — художественный фильм, 2023 год. Режиссёр — Андрей Богатырёв. Фильм повествует об истории зарождения самбо, главными героями являются Виктор Спиридонов и Василий Ощепков[68][69].

## Комментарии
1. ↑  Иногда употребляется вариант расшифровки самооборона без оружия[1][2]
2. ↑  Запрещены броски на голову
3. ↑  Запрещено наносить лоукик по внутренней поверхности бедра